# Abner Read (Schiff)
Die USS Abner Read (DD-526) war ein zur Fletcher-Klasse gehörender Zerstörer der United States Navy. Der Zerstörer wurde im Zweiten Weltkrieg im Pazifik eingesetzt und ging am 1. November 1944 durch einen Kamikaze-Angriff verloren.

## Namensgeber
Lieutenant Commander Abner Read (1821–1863) war Offizier der United States Navy und während des Amerikanischen Bürgerkriegs Kommandant der USS New London, die auf dem Mississippi patrouillierte.

## Technik

### Rumpf und Antrieb
Der Rumpf war 114,7 m lang und 12,2 m breit. Der Tiefgang betrug 5,4 m, die Verdrängung 2.100 ts. Der Antrieb des Schiffs erfolgte durch zwei Dampfturbinen von General Electric, der Dampf wurde in vier Kesseln von Babcock & Wilcox erzeugt. Die Leistung betrug 60.000 Wellen-PS, die Höchstgeschwindigkeit lag bei 35 Knoten.

### Bewaffnung und Elektronik
Hauptbewaffnung des Zerstörers waren fünf 5″/38 Mk.30-Einzeltürme und zehn 21″-Torpedos in zwei Torpedorohrsätzen. Dazu kamen diverse Flugabwehrkanonen. Die Flugabwehrbewaffnung wurde im Laufe des Krieges aufgrund der zugenommenen Bedrohung weiter verstärkt.
Der Zerstörer war mit Radar ausgerüstet. Am Mast über der Brücke waren ein SG- und ein SC-Radar montiert, mit denen Flugzeuge auf Entfernungen zwischen 15 und 30 Seemeilen und Schiffe in Entfernungen zwischen 10 und 22 Seemeilen geortet werden konnten. Zur Unterwasserortung war ein QC-Sonar eingebaut.

## Geschichte
Die Abner Read wurde am 30. Oktober 1941 bei der Betlehem Steel Corporation in San Francisco auf Kiel gelegt. Am 18. August 1942 lief sie vom Stapel und am 5. Februar 1943 wurde sie unter dem Kommando von Commander Thomas Burrowes in Dienst gestellt. Sie gehörte zum Destroyer Squadron (DesRon) 48.

### 1943
Nach Abschluss der Erprobungsfahrten wurde das Schiff im April 1943 Teil der Task Group (TG) 51.2 und verlegte auf die Aleuten. Dort führte es Patrouillenfahrten durch und beschoss am 11. Mai Attu, um die Landung der 7. US-Infanteriedivision zu unterstützen. Bevor der Zerstörer Kurs auf San Diego nahm, wurde die Insel am 16. Mai erneut beschossen. Ende Mai erreichte das Schiff San Diego und wurde anschließend für zwei Wochen in San Francisco eingedockt. Am 14. Juni 1943 lief die Abner Read nach Adak.

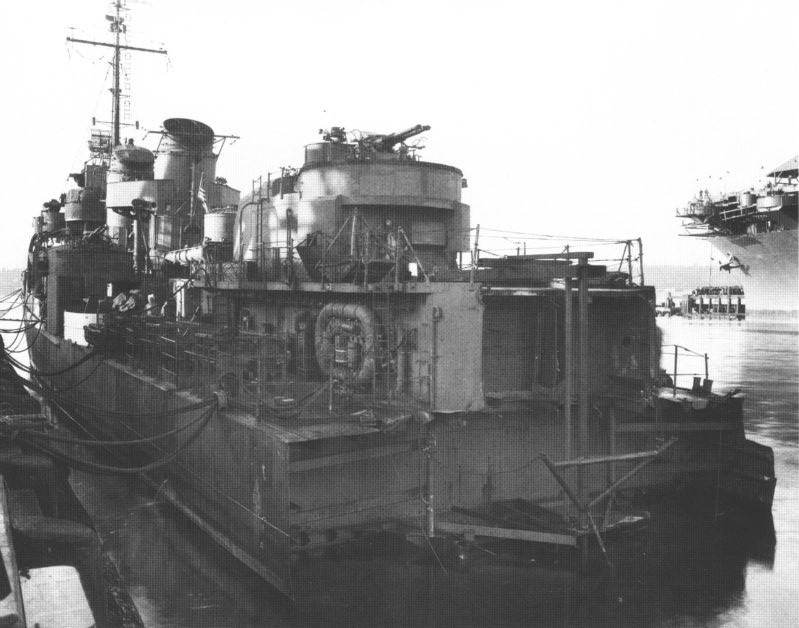
USS Abner Read nach Minentreffer

Nach ihrer Ankunft wurde sie Teil der Task Force (TF) 16, einem aus drei Schlachtschiffen, einem Schweren Kreuzer, einem Leichten Kreuzer, 19 Zerstörern und weiteren Fahrzeugen bestehenden Verband, und operierte in den Gewässern rund um Kiska. Am 22. Juli beschoss sie mit anderen Einheiten der TG 16.22 die Insel und unterstützte zwischen dem 12. und 15. August mit ihrer Artillerie die Operation Cottage, die alliierte Landung auf Kiska. Am 18. August patrouillierte die Abner Read vor der Küste Kiskas, als sie um 1:50 Uhr auf eine Treibmine lief. Das Heck wurde abgeknickt und der Zerstörer trieb antriebslos auf Kiska zu. Nach wenigen Minuten brach das Heck ab und sank. Durch die Explosion und das Sinken des Hecks wurden 70 Mann getötet oder blieben vermisst und 47 wurden verwundet. Gegen 3:00 Uhr wurde das Schiff von der USS Bancroft in Schlepp genommen. Eine Stunde später übernahm der Schlepper USS Ute den Havaristen und schleppte ihn nach Adak, wo die Abner Read provisorisch repariert wurde. Am 7. Oktober erreichte sie im Schlepp der USS Oriole die Puget Sound Navy Yard in Bremerton. Nach Abschluss der Reparaturen am 21. Dezember 1943 durchlief der Zerstörer verschiedene Ausbildungen und Übungen.

### 1944
Im Februar 1944 verlegte die Abner Read nach Pearl Harbor. Von dort aus lief sie nach Hollandia. Auf der Fahrt wurde ihr Steuerbordpropeller beschädigt, so dass sie am 1. März die Milne Bay anlaufen musste, um repariert zu werden. Sie wurde anschließend der TF 75 zugewiesen und nahm am 22. April an der Operation Reckless, der Landung in der Humboldt Bay, teil. Sie verblieb bis Anfang Juli in Neuguinea und war u. a. an der Landung auf Numfor beteiligt. Im Juli verlegte sie nach Seeadler Harbor und fuhr von dort am 8. August zu einem kurzen Aufenthalt nach Sydney.
Am 15. September unterstützte die Abner Read die Eroberung von Morotai. Es folgten Einsätze während der Eroberung der Admiralitätsinseln. Am 17. Oktober nahm sie Kurs auf den Golf von Leyte und lief am 20. Oktober dem D-Day der Landung auf Leyte in die San Pedro Bay ein. Während der nächsten Tage bezog sie Position vor den Brückenköpfen.
Am 1. November flogen japanische Streitkräfte massive Luftangriffe gegen die amerikanischen Schiffe im Golf von Leyte. Während sie die beschädigte Claxton schützte, stürzte sich um 13:41 Uhr eine Aichi D3A Val auf die Abner Read. Eine Bombe des Flugzeuges explodierte im hinteren Maschinenraum. Die Val rutschte entlang des Hauptdecks und setzte das Heck in Brand. Da kein Wasserdruck zur Verfügung stand, konnten die Brände nicht bekämpft werden. Der Zerstörer hatte um 13:52 Uhr zehn Grad Schlagseite nach Steuerbord und sank um 14:16 übers Heck. 22 Mann verloren ihr Leben. Die Überlebenden wurden von anderen Zerstörern, u. a. der Claxton, gerettet. Die Abner Read war der erste amerikanische Zerstörer, der durch einen Kamikazeangriff verloren ging.

## Auszeichnungen
Die Abner Read wurde mit vier Battle Stars ausgezeichnet.

## Das verlorene Heck
Das am 18. August 1943 bei Kiska in den Aleuten gesunkene Heck der Abner Read wurde im Juli 2018 in etwa 90 m Tiefe von einer Suchexpedition der National Oceanic and Atmospheric Administration entdeckt. Pläne zur Bergung der im Wrack vermuteten Toten gibt es derzeit nicht.